# Chitato
Chitato ist eine Kleinstadt und ein Landkreis im Nordosten Angolas.

## Verwaltung

### Der Kreis
Chitato ist Sitz eines gleichnamigen Kreises (Município) der Provinz Lunda Norte. Der Kreis hat etwa 226.500 Einwohner (Schätzung 2019). Die Volkszählung 2014 ergab 195.136 Einwohner.
Zu den Ortschaften im Kreis zählt auch die Provinzhauptstadt Dundo.
Drei Gemeinden (Comunas) bilden den Kreis Chitato:
- Luachimo
- Dundo (Dundo-Chitato)
- Lóvua

### Städtepartnerschaften
- Campinas, Brasilien[3]
- Murça, Portugal (in Anbahnung)[1]

## Wirtschaft
Im Kreis ist der Abbau von Diamanten von landesweiter Bedeutung. So trugen die von der staatlichen Endiama hier geförderten Diamanten etwa 3 % zum Staatshaushalt Angolas bei. Die fruchtbaren Böden der relativ wasserreichen Region erlauben zudem eine vielseitige Landwirtschaft.